# Klaes Karppinen
Klaes Karppinen   (Iisalmi, 9 d'octubre de 1907 - Iisalmi, 24 de gener de 1992) va ser un esquiador finlandès, especialista en esquí de fons, que va competir durant la dècada de 1930.
El 1936 va prendre part en els Jocs Olímpics de Garmisch-Partenkirchen, on disputà dues proves del programa d'esquí de fons. Guanyà la medalla d'or en la prova dels relleus 4x10 quilòmetres, formant equip amb Kalle Jalkanen, Matti Lähde i Sulo Nurmela. En la prova dels 50 quilòmetres fou cinquè.
En el seu palmarès també destaquen deu medalles al Campionat del Món d'esquí nòrdic, cinc d'or i cinc de plata entre 1934 i 1939.